# نزف الجهاز الهضمي السفلي
النزف المعوي السفلي (بالانجليزية:Lower Gastrointestinal Bleeding)، هو أي شكل لنزف الجهاز الهضمي السفلي. وهو شائع في أقسام الطوارئ، لكنه أقل شيوعًا من النزف المعوي العلوي (UGIB). يُقدَّر أن حالات النزف المعوي العلوي تمثل 100-200 لكل 100,000 من الحالات مقابل 20-27 لكل 100,000 حالة للنزف المعوي السفلي. يشمل ما يقرب من 85٪ من النزف المعوي السفلي القولون، 10٪ منهم في الواقع من نزف الجهاز الهضمي العلوي، و3-5٪ تشمل الأمعاء الدقيقة.

## العلامات والأعراض
يُعد النزف الهضمي السفلي هو أي نزف يحدث أسفل رباط ترايتس وأعلى فتحة الشرج. ويشمل ذلك الربع الأخير من العفج وكامل مناطق الصائم، اللفائفي، القولون، المستقيم، والشرج.
خروج البراز من شخص مُصاب بنزف الجهاز الهضمي السفلي يُعتبر مؤشرًا جيدًا. البراز الأسود الذي يظهر يُسمّى طبيًا باسم ميلينا وعادة ما يشير إلى الدم الموجود في الجهاز الهضمي لمدة 8 ساعات على الأقل. تكون الميلينا أكثر عرضة بأربع مرات للحدوث في نزف الجهاز الهضمي العلوي من الجهاز الهضمي السفلي. ومع ذلك، فإنه يمكن أن يحدث أيضًا في أي من العفج والصائم، وأحيانا أجزاء من الأمعاء الدقيقة والقولون الداني. أما خروج براز أحمر أو كستنائي اللون، ويُدعى تغوُّط مُدمى، هو علامة على وجود نزف نشط سريع. ويرجع ذلك إلى قصر المسافة بين موقع النزف والخروج من فتحة الشرج. يوجد التغوُّط المدمى أكثر بست مرات في النزف الهضمي السفلي من النزف الهضمي العلوي.
تختلف المظاهر السريرية للنزف الهضمي السفلي طِبقًا للمصدر التشريحي للنزف، كما يلي:
- البراز الكستنائي، مع نزف الجانب الأيمن من القولون
- دم أحمر في المستقيم مع نزف الجانب الأيسر من القولون
- ميلينا مع نزف الأعور

يمكن أيضًا أن تختلف تبعًا للمسببات. التهاب القولون المعدي أو غير المعدي قد يظهر أعراض النزف الهضمي السفلي كما يلي:
- حمى
- جفاف
- مغص
- تغوُّط دموي

يصاب بدرجات متفاوتة من النزف المرضى الذين يعانون من أمراض مصاحبة متعددة مثل فشل القلب الاحتقاني (CHF)، الرجفان الأذيني، أو الفشل الكلوي المزمن (CRF).
يحدث النزف الهضمي السفلي الهائل عادة في المرضى الذين تتراوح أعمارهم في 65 سنة والذين لديهم مشاكل طبية متعددة، وتنتج المظاهر التالية:
- ضغط الدم الانقباضي أقل من 90 ملم زئبق
- مستوى الهيموجلوبين 6 غ / ديسيلتر أو أقل
- مرور براز كستنائي أو دم أحمر من المستقيم

في بعض الأحيان، قد لا تظهر على مريض نزف الجهاز الهضمي السفلي أي علامات للنزف الداخلي، وخاصةً إذا كان هناك نزف مزمن مع درجات منخفضة من فقدان الدم. في هذه الحالات، يجب تقييم التشخيص بناء على علامات وأعراض أخرى قد يُصاب بها المريض . مثل: انخفاض ضغط الدم، عدم انتظام دقات القلب، الذبحة الصدرية، إغماء، الضعف والارتباك، السكتة الدماغية واحتشاء عضلة القلب / النوبة القلبية.

## الأسباب
- أمراض تجلط الدم - على وجه التحديد الميل للنزف
- التهاب القولون
- التهاب القولون الإقفاري
- التهاب القولون التقرحي
- التهاب القولون المعدي
- إشريشيا كولاي O157: H7
- الشيجلا
- السالمونيلا
- بكتيريا العطيفة الصائمية
- البواسير
- خلل التنسج الوعائي
- الأورام
- المرض الرتجي
- القرحة البرازية

وفيما يلي التشخيص المحتمل للنزف الهضمي السفلي: 
- البواسير وهي أمر شائع. ومع ذلك، فإنه نادرًا ما يحدث تمزق مؤديًا إلى نزف جسيم. وتشمل أسبابه: الإمساك المتكرر أو المزمن، بذل جهد لتحريك الأمعاء، الوجبات الغذائية منخفضة الألياف، والحمل. وقد تظهر الأعراض ككميات صغيرة من نزف أحمر.
- شقوق الشرج
- أجسام غريبة بالمستقيم
- التهاب القولون التقرحي
- مرض كرون
- التهاب القولون الغشائي الكاذب
- الإسهال المعدي
- التهاب القولون
- داء الرتوج
- نقص التروية المساريقي
- الأورام الحميدة بالقولون
- سرطان القولون

## التشخيص

### التاريخ المرضي
يجب أن يركز التاريخ المَرَضي في هؤلاء المرضى على العوامل التي يمكن أن تترافق مع الأسباب المحتملة: البراز المُحاط بالدم يشير إلى البواسير، في حين أن البراز المختلط بالدم يعني مصدر أبعد عن فتحة الشرج. يرتبط الإسهال الدموي والزحير مع مرض التهاب الأمعاء بينما يشير الإسهال الدموي مع الحمى وآلام البطن خاصةً مع سابق السفر قريبًا إلى التهاب القولون المعدي. تحدث الآلام مع التغوط في البواسير والشرخ الشرجي. يثير التغيير في حجم البراز وفقدان الوزن القلق لسرطان القولون. يمكن أن تترافق آلام البطن مع مرض التهاب الأمعاء، والتهاب القولون المعدي. النزف الغير مؤلم هو سمة للنزف الرتجي، التشوه الشرياني الوريدي (AVM)، والتهاب المستقيم. استخدام الأدوية غير الستيرودية المضادة للالتهابات (NSAID) أحد عوامل الخطر للنزف الرتجي وقرحة القولون. مؤخرًا يشير تنظير القولون مع استئصال السليلة إلى النزف بعد الاستئصال. ينبغي أن يُسأل المرضى عن أعراض تدهور الدورة الدموية، بما في ذلك ضيق التنفس، آلام الصدر، الدوار، والتعب.

### نتائج الفحوص البدنية
يعني انخفاض ضغط الدم الانتصابي خسارة على الأقل 15٪ من حجم الدم.
تقييم الحساسية للألم، الكتل، حجم الكبد، وتضخم الطحال.
وتشمل العناصر الرئيسية: فحص فتحة الشرج، البحث عن الكتل والتضخم، وصف لون البراز، واختبار البراز غاياك.

### النتائج المعملية
من اختبارات الدم التي يجب أن يتم عملها: صورة كاملة للدم، وقت البروثرومبين، وقت تجلط الدم الجزئي، الكهارل، وتطابق مكونات الدم. يجب علاج تجلط الدم ونقص الصفيحات فورًا إن أمكن. ينبغي الحفاظ على الصفائح الدموية فوق 50000 / مل وتصحيح تجلط الدم بفيتامين K أو البلازما الطازجة المجمدة. ينبغي أن يُؤخذ فيتامين K عن طريق الفم إلا إذا كان المريض مُصابًا بتليف الكبد أو انسداد القنوات الصفراوية، وفي هذه الحالة ينبغي أن يُحقَن تحت الجلد. لا يتم الحصول على التأثير الكامل لفيتامين K خلال 12-24 ساعة، على عكس البلازما الطازجة المجمدة التي تصحح أمراض تجلط الدم على الفور. يعالج الحقن الوريدي لفيتامين K أمراض تجلط الدم بسرعة أكبر، ويمكن استخدامه في حالات النزف الحاد، إلا أنه يجب مراقبة المرضى خوفًا الحساسية المفرطة. تستمر آثار البلازما الطازجة المجمدة تستمر حوالي 3-5 ساعات قد تكون هناك حاجة لكميات كبيرة (2-3 لتر) لعلاج تجلط الدم تمامًا، يتوقف ذلك على وقت البروثرومبين الأولي. وقد تمت الموافقة على العامل السابع المُنشّط المؤتلف لاستخدامه في المرضى الذين يعانون من الهيموفيليا A و B مع مثبطات العامل الثامن والتاسع. حيث أظهرت أدلة فائدته في المرضى الذين يعانون من تليف الكبد ونزف الجهاز الهضمي، على الرغم من أن الجرعة المثالية غير واضحة والعامل السابع المُنشط المؤتلف مكلف للغاية.

## الفحص الطبي
يجب إجراء فحص طبي للمرضى الذين تم إسعافهم على نحو كاف. في حال الاشتباه بوجود مصدر للنزف في الجهاز الهضمي العلوي، يجب إجراء التنظير العلوي أولًا. يمكن أن يتم عمل تقييم سلسلة الجهاز الهضمي السفلي عن طريق:
تنظير القولون، مسح النويدات المشعة، تصوير الأوعية، تنظير الشرج، التنظير السيني المرن، منظار القولون، ونادرًا الحقنة الشرجية باريوم، ودراسات إشعاعية مختلفة.

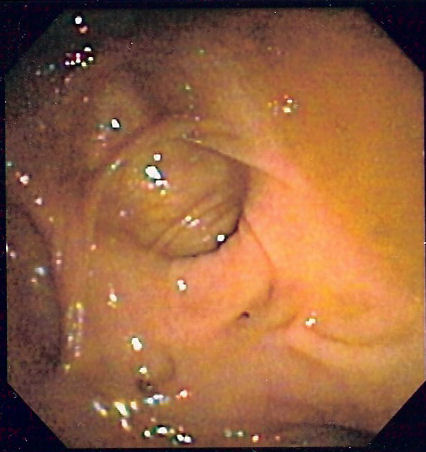
مرض رتجي، سبب للنزف الهضمي السفلي

### تنظير الشرج
يكون تنظير الشرج مفيدًا فقط لتشخيص مصادر النزف عند التقاء الشرج والقناة الشرجية، بما في ذلك البواسير الداخلية والشقوق الشرجية. وهي متفوقة على التنظير السيني المرن للكشف عن البواسير في العيادات الخارجية، ويمكن أن تُؤدّى بسرعة في السرير كعامل مساعد للتنظير السيني المرن وتنظير القولون.

### التنظير السيني المرن
يستخدم التنظير السيني المرن منظار سيني طويل 65 سم، ويصور القولون الأيسر. ويمكن أن تتم بدون تخدير فقط بإعداد الحقن الشرجية. ومع ذلك، فإن العائد التشخيصي من التنظير السيني المرن في نزف الجهاز الهضمي السفلي الحاد هو 9٪ فقط. دور تنظير الشرج والتنظير السيني المرن في مرضى نزف الجهاز الهضمي السفلي محدود، لذا يجب أن يخضع معظم المرضى لتنظير القولون.

### تنظير القولون
تنظير القولون هو الاختبار الأهم في معظم المرضى الذين يعانون من نزف الجهاز الهضمي الحاد السفلي كما أنه يمكن أن يكون تشخيصيًا أو علاجيًا على حد سواء. تتراوح دقة التشخيص لتنظير القولون في نزف الجهاز الهضمي السفلي من 48٪ إلى 90٪، ويزيد تنظير القولون العاجل مدى واحتمالات التشخيص. نسبة المضاعفات العامة لتنظير القولون في نزف الجهاز الهضمي السفلي الحاد هي 1.3٪.

## العلاج
في معظم الحالات التي تتطلب دخول المستشفى في الطوارئ، يُشفى النزف تلقائيًا. وإذا اشتُبه في وجود فقدان الدم الحاد؛ يُوضع المريض على مؤشر العلامات حيوية ويُعطى الأكسجين إما عن طريق قنية أنفية أو قناع الوجه البسيط. يتم وضع قسطرة وريدية في منطقة يسهل الوصول إليها، وتُحقن السوائل الوريدية ليحل محل ما فقده المريض. يمكن أن تكون المضاعفات أو النزف حادًا، فمن المؤشرات الديناميكية الدموية غير الطبيعية على العرض انخفاض ضغط الدم والنزف المستمر في غضون الـ 24 ساعة الأولى كعوامل خطر لنتائج أسوأ.
يحتوي العلاج على 3 عناصر، على النحو التالي:
1_ لإنعاش والتقييم الأولي
2_ تحديد موقع النزف
3_ التدخل العلاجي لوقف النزف

### الإنعاش والتقييم الأولي
يشمل الإنعاش الأولي الحقن الوريدي للمحلول الملحي. ويجب التأكد من حالة فقدان الدم والدورة الدموية للمريض.

### تحديد موقع النزف
بمجرد تحديد موقع النزف، تشمل الخيارات العلاجية غير الجراحية ما يلي:
- النزف الرتجي: تنظير القولون مع تخثر ثنائي القطب، حقن الأدرينالين[16]
- النزف المتكرر: بتر الجزء المصاب من الأمعاء
- خلل التنسج الوعائي: العلاج الحراري (على سبيل المثال، التخثُّر الكهربي، تخثر البلازما بالأرجون)
- العلاج المحافظ، بما في ذلك أي شيء عن طريق الفم (NPO) وعن طريق الوريد (IV)

في المرضى الذين لا يمكن تحديد موقع النزف لديهم، يمكن استخدام العوامل المضيقة للأوعية مثل فاسوبريسين (بيتريسين). إذا كان فاسوبريسين غير ناجح، يكون الانصمام عالي التحديد مفيدًا.

### العملية الجراحية
وتشمل دواعي العملية جراحية ما يلي:
- النزف المستمر النشط مع عدم استقرار الدورة الدموية
- الاستمرار، والنزف المتكرر
- نقل أكثر من 4 وحدات معبأة خلايا الدم الحمراء في فترة 24 ساعة، مع نزف نشط أو متكرر
- نقل أكثر من 6 وحدات من خلايا الدم الحمراء معبأة خلال نفس المستشفى
- إذا تم العثور على ثقب يتطلب عملية جراحية.

## علم الأوبئة
يمثل دخول المستشفى نتيجة النزف الهضمي السفلي أقل من 1٪ من جميع حالات الحجز بالمستشفيات في الولايات المتحدة. في دراسة واحدة، كان معدل الإصابة السنوي مقدّر بـ 20.5 مريض لكل 100,000 (24.2 في الذكور مقابل 17.2 بين الإناث). ومع ذلك، الأفراد في العقد الثالث إلى العقد التاسع، زاد معدل الإصابة بينهم أكثر من 200 ضعف. النزف الهضمي السفلي إلى حد ما أكثر شيوعًا في الرجال عنه في النساء، لأن داء الرتوج وأمراض الأوعية الدموية هي أكثر شيوعًا في الرجال.
في جميع أنحاء العالم، يمثل 1-2٪ من حالات الطوارئ في المستشفى، مع 15٪ من هؤلاء بنزف غزير، وحوالي 5٪ منها تتطلب الجراحة . تمثل الأمعاء الدقيقة 5٪ من جميع المواقع، وهي الموقع الأكثر شيوعًا للنزف الغامض.
يعد داء الرتوج مسؤولًا عن حوالي 30-50٪ من الحالات كبيرة، في حين خلل التنسج الوعائي مسؤول عن حوالي 20-30٪ من الحالات. هو أكثر شيوعًا في كبار السن من الشباب. يعتقد الخبراء أن خلل التنسج الوعائي هو السبب الأكثر شيوعًا في المرضى كبار السن أكثر من 65 عام.
البواسير هي السبب الأكثر شيوعًا للنزف الهضمي السفلي في المرضى الذين تقل أعمارهم عن 50 عام، ولكن النزف عادة طفيف، ونادرًا ما يكون غزيرًا. وِفقًا لمراجعة 7 سلاسل من المرضى الذين يعانون من النزف، كان السبب الأكثر شيوعًا هو داء الرتوج ، وهو ما يمثل حوالي 33٪ من الحالات، تليها السرطان والأورام الحميدة، التي تمثل نحو 19٪ من الحالات.

## تقدُّم المرض
يتراوح النزف الهضمي السفلي من تغوُّط دموي بسيط لنزف هائل ويقدَّر بـ24٪ من جميع حالات نزف الجهاز الهضمي. يرتبط مع معدلات اعتلال ووفيات عالية (10-20٪). المرضى كبار السن والمرضى الذين يعانون من ظروف مرضية مصاحبة هم الأكثر عرضة للخطر. تحديد موقع النزف هو الخطوة الأولى الأكثر أهمية في العلاج.
تعتمد نتائج علاج نزف الجهاز الهضمي النزف بشكل كبير على عدة عوامل منها:
- سبب ومكان النزف
- معدل النزف
- المشاكل الصحية المسبقة

ساعد تطوُّر التصوير في التشخيص (على سبيل المثال، تصوير الأوعية، المسح الضوئي للنزف، منظار القولون المرن). كما توفر هذه التطورات السيطرة اللاجراحية على النزف باستخدام تقنيات التصوير الوعائي أو تنظير القولون. كما حسنت الاكتشافات الدوائية رعاية المرضى والنتائج إلى حد كبير في السنوات الـ 50 الماضية.